# Cosaques du Boug

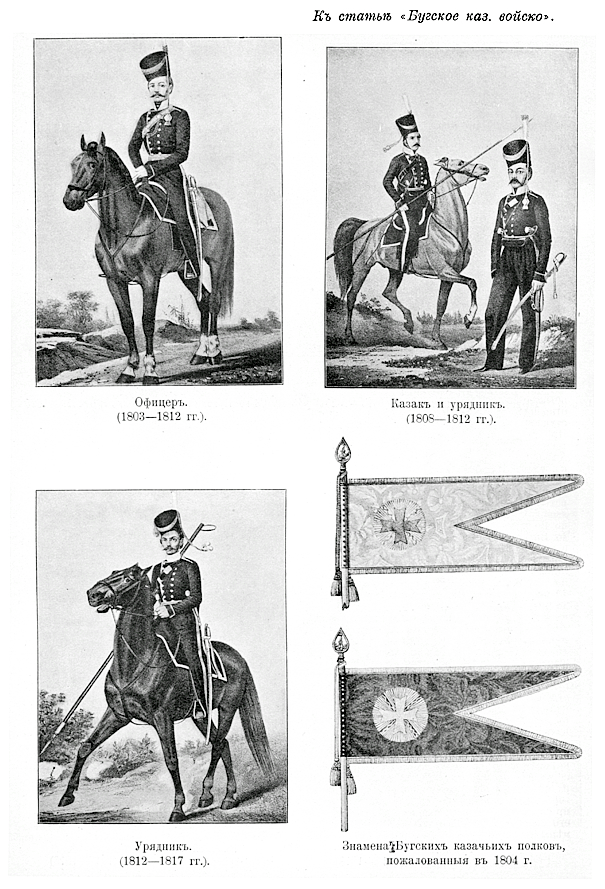
Cosaques du Boug

L’armée cosaque du Boug (en russe : Бугское казачье войско, en ukrainien : Бузьке козацьке військо) est une communauté cosaque formée en 1769 à partir de Cosaques, Ukrainiens, Valaques, Serbes et Bulgares ayant soutenu la Russie lors de la guerre russo-turque de 1768-1774. Leur régiment, commandé par l’ataman Skrajinski, s’installe après le conflit sur le cours du Boug méridional, la nouvelle frontière entre les empires russe et ottoman.
Au cours de la guerre russo-turque de 1787-1792 trois régiments de cosaques de Boug participent à la prise d’Otchakov. Skrajinski est à cette occasion décoré de l’ordre de Saint-Georges de 4e classe.
En 1797 l’armée cosaque du Boug est supprimée, les Cosaques devenant des serfs de l’État russe. Les nombreuses requêtes des anciens Cosaques adressées aux empereur Paul Ier et Alexandre Ier débouchent en 1803 sur la reformation de l’armée, dont le quartier général est alors 1803 la stanitsa Sokol. L’armée reçoit le droit d’accueillir dans ses rangs les réfugiés des Balkans (Chrétiens fuyant la domination turque).
Les Cosaques prennent part à la guerre russo-turque de 1806-1812 et à la guerre patriotique de 1812 (au sein du corps d’armée de Matveï Platov). Ils font partie des troupes coalisées lors de la bataille de Paris (1814).
En 1817, l’armée cosaque et deux régiments ukrainiens sont réunis pour former la nouvelle division de Uhlans du Boug.